# De gjorde mig till brottsling
De gjorde mig till brottsling (originaltitel: They Made Me a Criminal) är en amerikansk film från 1939 i regi av Busby Berkeley. Manus skrevs av Sig Herzig efter en historia av Bertram Millhauser och Beulah Marie Dix. Filmen producerades av Warner Bros. men är numera i public domain.

## Handling
Boxaren Johnnie blir misstänkt för mord och polismannen Phelan letar efter honom. Han gömmer sig på en bondgård i Arizona där han tar sig an ett gäng unga killar som han hjälper med pengar genom att börja boxas igen.

## Rollista
- John Garfield – Johnnie
- Claude Rains – Phelan
- Ann Sheridan – Goldie
- May Robson – Grandma
- Gloria Dickson – Peggy
- Billy Halop – Tommy
- Bobby Jordan – Angel
- Leo Gorcey – Spit
- Huntz Hall – Dippy
- Gabriel Dell – T.B.
- Bernard Punsly – Milt
- John Ridgely – Magee
- Barbara Pepper – Budgie
- William B. Davidson – Ennis
- Ward Bond – Lenihan
- Louis Jean Heydt – Smith